# Johann Krenn

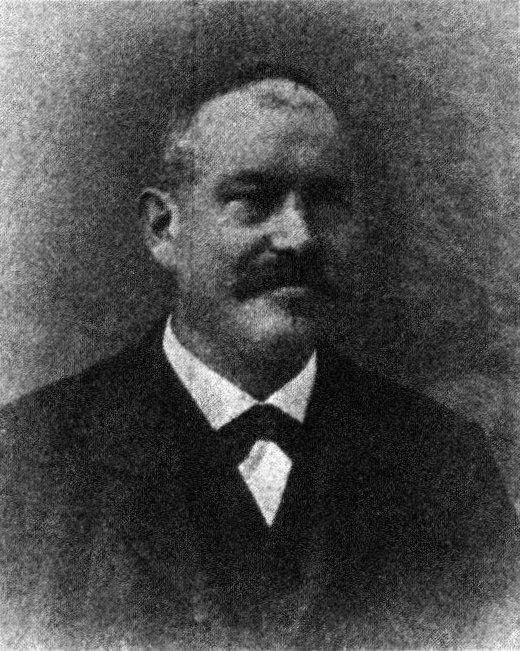
Johann Krenn, vor 1907

Johann Krenn (* 19. April 1861 in Bairisch Kölldorf; † 23. Mai 1922 in Graz) war Landwirt und Abgeordneter zum Österreichischen Abgeordnetenhaus.

## Leben
Johann Krenn war uneheliches Kind des Landwirts Karl Krenn († 1896). Bei der Heirat seiner Eltern wurde er 1864 legitimiert. Nach dem Besuch einer Volksschule ging er an die Landes-Ackerbauschule in Krottendorf in der damaligen Gemeinde Wetzelsdorf (heute in Graz). Er wurde Landwirt in Bairisch Kölldorf. Ab 1901 war er Aufsichtsrat der Bauernvereinskasse des Katholisch-konservativen Bauernvereines für Mittel- und Obersteiermark. Am 23. Mai 1922 starb er im Krankenhaus der Barmherzigen Brüder in Graz an einer Lungenentzündung.
Johann Krenn war von 1899 bis 1918 Mitglied im steiermärkischen Landtag (VIII., IX. und X. Wahlperiode). Er war auch in der Gemeindevertretung von Bairisch Kölldorf.
Er war römisch-katholisch und ab 1890 verheiratet mit Maria Fauster, mit der er drei Töchter und einen Sohn hatte.

## Politische Funktionen
Johann Krenn war vom 17. Juni 1907 bis zum 30. März 1911 Abgeordneter des Abgeordnetenhauses im Reichsrat (XI. Legislaturperiode) und vertrat dort für das Kronland Steiermark die Kurie Steiermark 20 (Landgemeinden Fehring, Mureck, Radkersburg).

## Klubmitgliedschaften
Johann Krenn war Mitglied in der Christlichsozialen Vereinigung.